# Syntomaria curiosa
Syntomaria curiosa är en armfotingsart som beskrevs av Cooper 1982. Syntomaria curiosa ingår i släktet Syntomaria och familjen Terebratellidae. Inga underarter finns listade i Catalogue of Life.